# WWF International Tag Team Championship
WWF International Tag Team Championship było tytułem dywizji tag team profesjonalnego wrestlingu promowanym przez federację World Wide Wrestling Federation od 1969 do 1972 i przez przemianowane World Wrestling Federation i New Japan Pro Wrestling przez krótki czas w 1985.

## Historia tytułu
| Nr. | Drużyna                                   | Panowanie | Data                 | Dni | Miejsce                 | Gala       | Notka |
| --- | ----------------------------------------- | --------- | -------------------- | --- | ----------------------- | ---------- | --- |
| 1 | Rising Suns (Toru Tanaka i Mitsu Arakawa) | 1         | Czerwiec 1969        | 190 | Japonia                 | House Show | Wygrali w fikcyjnym turnieju stając się pierwszymi mistrzami.                                                                                       |
| 2 | Victor Rivera i Tony Marino               | 1         | 9 grudnia 1969       | 188 | Nowy Jork, Nowy Jork    | House Show | Był to two out of three falls match. |
| – | Bruno Sammartino i The Battman            | 1         | 13 grudnia 1969      | 0   | Pittsburgh, Pensylwania | House Show | Pokonali Rising Suns. Zmiana posiadaczy tytułów nie jest uznawana w Pittsburghu. Po tej walce, Rivera i Marino dalej byli uznawani jako mistrzowie. |
| 3 | The Mongols (Bepo i Geto Mongol)          | 1         | 15 czerwca 1970      | 368 | Nowy Jork, Nowy Jork    | House Show | Był to two out of three falls match. Mongols opuścili promocję w Nowym Jorku w lutym 1971 i bronili tytułów tylko w Pittsburghu.                    |
| 4 | Bruno Sammartino (2) i Dominic DeNucci    | 1         | 18 czerwca 1971      | 14  | Pittsburgh, Pensylwania | House Show | Był to two out of three falls match. |
| 5 | The Mongols (Bepo i Geto Mongol)          | 2         | 2 lipca 1971         | 133 | Pittsburgh, Pensylwania | House Show | |
| 6 | Luke Graham i Tarzan Tyler                | 1         | 12 listopada 1971    | 36  | Pittsburgh, Pensylwania | House Show | Zdobyli również WWWF World Tag Team Championship 3 czerwca 1971.                                                                                    |
| 7 | Geto Mongol (3) i Johnny De Fazio         | 1         | 18 grudnia 1971      | 14  | Pittsburgh, Pensylwania | House Show | |
| – | Zwakowany                                 | -         | 1 stycznia 1972      | -   | -                       | -          | Tytuły zostały zwakowane i stały się nieaktywne gdy promocja z Pittsburgha została sprzedana dla National Wrestling Alliance.                       |
| 8 | Tatsumi Fujinami i Kengo Kimura           | 1         | 24 maja 1985         | 159 | Kobe, Japonia           | House Show | Pokonali Dicka Murdocha i Adriana Adonisa w finale turnieju.                                                                                        |
| – | Zdezaktywowany                            | -         | 31 października 1985 | -   | -                       | -          | Tytuły zostały porzucone, gdy New Japan zakończyło współpracę z WWF.                                                                                |
| Fujinami i Kimura pokonali Antonio Inokiego i Seiji Sakaguchi w finale turnieju 12 grudnia 1985, stając się pierwszymi posiadaczami IWGP Tag Team Championship. |                                           |           |                      |     |                         |            | |

## Łączna liczba posiadań

### Drużynowo
| Nr. | Drużyna                                   | Liczba panowań | Łączna liczba dni |
| --- | ----------------------------------------- | -------------- | ----------------- |
| 1   | The Mongols (Bepo i Geto Mongol)          | 2              | 501               |
| 2   | Rising Suns (Toru Tanaka i Mitsu Arakawa) | 1              | 190               |
| 3   | Victor Rivera i Tony Marino               | 1              | 188               |
| 4   | Tatsumi Fujinami i Kengo Kimura           | 1              | 159               |
| 5   | Luke Graham i Tarzan Tyler                | 1              | 36                |
| 6   | Bruno Sammartino i Dominic DeNucci        | 1              | 14                |
| 6   | Bepo Mongol i Johnny De Fazio             | 1              | 14                |
| 8   | Bruno Sammartino i The Battman            | 1              | 0                 |

### Indywidualnie
| Nr. | Wrestler         | Liczba panowań | Łączna liczba dni |
| --- | ---------------- | -------------- | ----------------- |
| 1   | Geto Mongol      | 2              | 515               |
| 2   | Bepo Mongol      | 3              | 501               |
| 3   | Toru Tanaka      | 1              | 190               |
| 3   | Mitsu Arakawa    | 1              | 190               |
| 5   | Tony Marino      | 2              | 188               |
| 6   | Victor Rivera    | 1              | 185               |
| 7   | Tatsumi Fujinami | 1              | 159               |
| 7   | Kengo Kimura     | 1              | 159               |
| 9   | Luke Graham      | 1              | 36                |
| 9   | Tarzan Tyler     | 1              | 36                |
| 11  | Bruno Sammartino | 2              | 14                |
| 11  | Dominic DeNucci  | 1              | 14                |
| 11  | Johnny De Fazio  | 1              | 14                |